# Gijoširanje
Gijoširanje je tehnika u kojoj se precizni, dopadljivi i ponavljajući apstraktni motivi (najčešće cik cak odnosno valoviti i vitičasti) urezuju u metal (ili neki drugi materijal) strojnim putem. Osim u dekorativne svrhe tehnika se i danas koristi na papirnatom novcu, te vrijednosnim papirima (kao zaštita od krivotvorenja), no u tom su slučaju motivi ugravirani ručno.

## Podrijetlo naziva tehnike
Naziv je izveden iz francuskog izraza guilloché, koji se pak u francuskom jeziku koristi negdje od 1770-ih. Sam termin potječe najvjerojatnije od prezimena izumitelja stroja za izvođenje ove tehnike, stanovitog inženjera Guillota.

## Povijest
Na metalu se tehnika koristi od 18. stoljeća, na drugim je materijalima korištena i ranije (1500. – 1600.).

## Vanjske poveznice
- http://www.professionaljeweler.com/archives/articles/2001/mar01/0301v.html  Arhivirana inačica izvorne stranice od 8. siječnja 2017. (Wayback Machine)
- https://sourceforge.net/projects/guillochegen/